# Ducado de Carintia
El Ducado de Carintia (en alemán: Herzogtum Kärnten; en esloveno: Vojvodina Koroška) es un ducado situado en los territorios que actualmente conforman parte del sur de Austria y del norte de Eslovenia. Formó parte del Sacro Imperio Romano Germánico desde el año 976 hasta la disolución del imperio en 1806 y del reino de Austria-Hungría hasta su disolución en 1918. Por el Tratado de Saint-Germain (1919) la mayor parte del ducado pasó a integrar el estado austriaco de Carintia, la parte sur-oriental fue unida a la provincia de Koroška, en Eslovenia, y la comunidad de Jezersko fue incluida en el recién creado Reino de los Serbios, Croatas y Eslovenos, mientras que el Val canale y el municipio de Tarvisio fueron cedidos al reino de Italia.

## Carantania y las dinastías medievales

Carintia dentro del Imperio de Austria-Hungría (número 3).

En el siglo VII el territorio que conformaría el ducado de Carintia formaba parte del principado eslavo de Carantania, pasó a formar parte del imperio de Carlomagno entre 788 y 843 y posteriormente se convirtió en parte de la herencia del reino de Luis el Germánico. Desde el año 889 al 976 recibió el nombre de marca de Carintia dentro del ducado de Baviera, pero el conde Berthold fue elevado a la posición de duque por el rey Enrique I en el año 938. 
En el año 976 el emperador Otón II depuso al duque Enrique II el Pendenciero de Baviera, y creó un sexto ducado para su imperio, el nuevo ducado de Carintia, dividiendo las tierras de Enrique II, nombrando a Enrique “el Joven” primer duque de Carintia y a Otón I duque de Baviera. En el año 1012 Adalberón de Eppenstein se convirtió en duque de Carintia, pero fue despojado de su posición en 1035. En el año 1077 el ducado fue entregado a Luitpold, otro miembro de la familia Eppenstein, que sin embargo, se extinguió a la muerte del duque Enrique III de Carintia en 1122. En ese momento el ducado fue considerablemente reducido: un gran parte de lo que hoy es la Estiria Superior pasó a Otokar II de Estiria, y el resto de Carintia pasó a Enrique de Spanheim, ahijado de Enrique III, que gobernó desde 1122 hasta su inesperada muerte al año siguiente. Los más destacados duques de la nueva dinastía Spanheim fueron Bernhard von Spanheim, el primer Duque de Carintia que fue descrito y honrado en los documentos como príncipe de la tierra. El último duque de la dinastía Spanheim fue Ulrich III, que eligió a Otakar II de Bohemia como heredero. El último Spanheim, Philipp, que era Arzobispo de Salzburgo, intentó convertirse en duque pero no consiguió imponerse sobre Otokar a pesar de ser apoyado por Rodolfo I de Habsburgo. Philipp murió en el año 1279.

## Dinastía Habsburgo

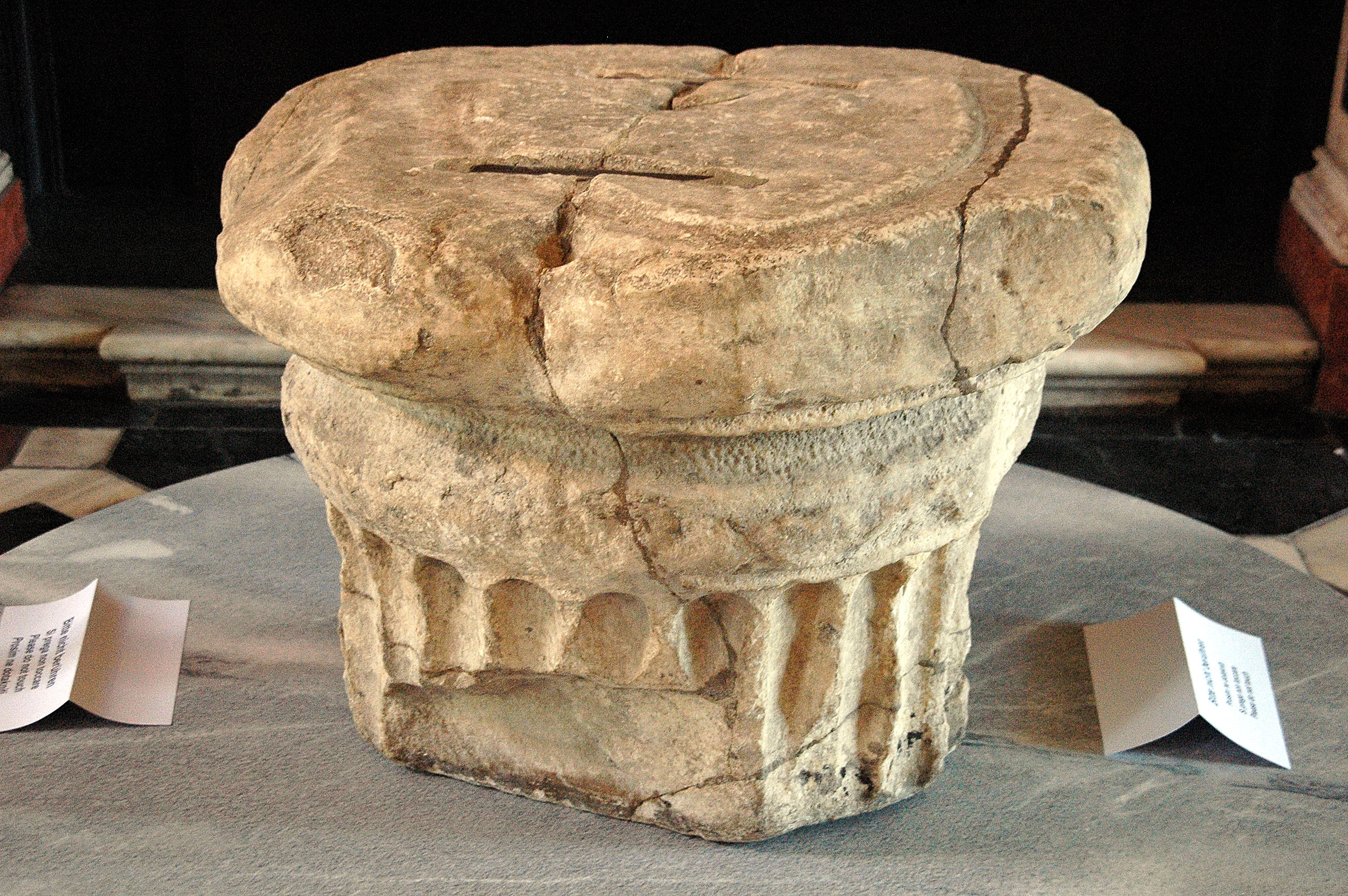
La Piedra del Príncipe (esloveno: Knežji kamen), que jugaba un importante papel en la coronación de los duques de Carintia.

Rodolfo, tras derrotar a Otakar II de Bohemia, se convirtió en emperador germánico, y entregó el Ducado de Carintia a Meinhard II de Gorizia-Tirol. En el año 1335, a la muerte de Enrique, el último varón del linaje, el emperador Luis IV de Baviera entregó Carintia y el sur del Tirol como feudo imperial el 2 de mayo en Linz a la familia Habsburgo, que lo gobernó hasta 1918. Como otra de las posesiones de la familia, Carintia disfrutó de un estatuto semiautónomo con su propia estructura constitucional durante largo tiempo. Los Habsburgo dividieron sus territorios dentro de la familia en dos ocasiones: por el Tratado de Neuberg en 1379 y en 1564. En ambas ocasiones el Ducado de Carintia formó parte de Austria y fue gobernado conjuntamente con el Ducado de Estiria y Carniola.
La emperatriz María Teresa de Austria y su hijo y emperador José II trataron de crear un estado más unificado y en el año 1804 Carintia fue integrada en el reino de Austria. En 1867 se convirtió en un Kronland de la Cisleitania, la parte occidental del Imperio de Austria-Hungría.
Con el paso del tiempo, el lenguaje alemán, con un prestigio social más pronunciado, se extendió a expensas del esloveno, pero en el siglo XVI los territorios de Carintia todavía señalaban que era un Archiducado Windico, es decir, un principado soberano esloveno, lo que demuestra que los habitantes de Carintia conocían sus antiguas raíces pre-germánicas.

## SigloXX
Tras la Primera Guerra Mundial y la disolución del Imperio de Austria-Hungría, el Tratado de Saint-Germain estipuló que el “Valle del Canal” desde Tarvisio hasta Pontebba fuera cedido a Italia y que las zonas de lengua eslovena de los valles del Meža y el Drava alrededor de Unterdrauburg (que fue rebautizada como Dravograd), y la zona de Jezersko fuesen cedidas a Eslovenia y el nuevo Reino de Serbios, Croatas y Eslovenos. Sin embargo, este acuerdo no satisfizo a los yugoslavos, que también ocuparon el territorio al norte de las montañas Karawanken, incluyendo la ciudad de Klagenfurt. Los poderes de la Entente decidieron que el territorio ocupado se dividiera en función de un referéndum en dos fases que decidiría el destino de Carintia. El referéndum se celebró el 10 de octubre de 1920, pero el resultado a favor de Austria no cambió las fronteras decididas en el Tratado de Saint-Germain.
La parte austriaca de Carintia es actualmente un estado federal de Austria, la zona que fue cedida a Italia forma parte de la región italiana de Friuli-Venecia Julia y la parte cedida a Yugoslavia ahora forma parte de la región de Koroška en Eslovenia.

## Duques de Carintia
Nota: El orden dinástico referido es el del Ducado de Carintia, al margen de otros títulos.

### Dinastías
Dinastía Luitpoldinga
- Enrique I, duque de Baviera (983-985) y de Carintia (976-978)

Dinastía salia
- Otón I (978-985)

Dinastía Luitpoldinga
- De nuevo Enrique I, duque de Baviera y Carintia (985-989)

Dinastía sajona
- Enrique II (989-995), también duque de Baviera (985-995)
- Enrique III (995-1002), también duque de Baviera (995-1005) y emperador germánico.

Dinastía salia
- De nuevo Otón I (1002-1004),
- Conrado I (1004-1011)

Casa de Eppenstein
- Adalberón I (1011-1035)

Dinastía salia
- Conrado II (1036-1039)
- Enrique IV (1039-1047), también duque de Baviera (1026-1041) y emperador germánico (1046-1056)

Antigua Casa de Welf
- Welfo I (1047-1055)

Casa de Ezzonen
- Conrado III (1056-1061)

Casa de Zähringen
- Bertoldo II (1061-1077)

Casa de Eppenstein
- Leopoldo (1077-1090)
- Enrique V (1090-1122)

### Casa de Spanheim
- Enrique VI (1122-1123 )
- Engelberto I (1123-1134)
- Ulrico I (1134-1144)
- Enrique VII (1144-1161)
- Germán I (1161-1181)
- Ulrico II (1181-1201)
- Bernardo de Spanheim (regente desde 1199, duque 1202-1256)
- Ulrico III (1256-1269)

### Diversas dinastías
Dinastía de Premyszl
- Otakar I (1269-1276), también rey de Bohemia.

Casa de Habsburgo
- Rodolfo I (1276-1286), también emperador germánico1273-1291

### Gorizia-Tyrol
- Meinhard II de Gorizia-Tirol (1286-1295)
- Enrique de Bohemia (1295-1335), también rey de Bohemia 1306/1307-1310, con sus hermanos.
  - Luis I (1295-1305)
  - Otón III (1295-1310)

### Casa de Habsburgo
- Otón IV (1335-1339), junto con su hermano
  - Alberto II (1335-1358)
- Federico I (1358-1362), junto con su hermano
  - Rodolfo II (1358-1365)
- Alberto III (1365-1395)

#### Linaje de Leopoldo
- - Leopoldo I (1379-1386)
  - Guillermo I (1386-1406)
- Ernesto I (1406-1424)
- Federico II (1424-1493), también emperador germánico.

#### Territorios Habsburgo reunificados en 1458
- Maximiliano I (1493-1519), también emperador germánico (1508-1519)|
- Carlos I (1519-1521), también emperador germánico (1519-1556)
- Fernando I (1521-1564), también emperador germánico (1558-1564)

#### Reino y Dinastía de los Austria
- Carlos II (1564-1590)
- Fernando II (1590-1637), también emperador germánico (1619-1637)